# 지나 해스펠
지나 해스펠(영어: Gina Cheri Haspel, 1956년 10월 1일 ~ )은 미국 최초 여성 중앙정보국 국장이다.

## 경력
1985년 30세 때 중앙정보국에 취직해 2000년대 후반 영국 런던 주재 미국 대사관 근무 등 전 세계 여러 국가의 중앙정보국 지부장을 지낸 33년 베테랑이다. 2013년 중앙정보국의 핵심 조직인 국가비밀공작국(NCS) 국장(한국 국정원의 1급)에 올랐다. 국가비밀공작국(NCS)은 중앙정보국 작전국이라고도 불린다. 중앙정보국은 6국으로 운영되고 있으며, 전세계 스파이의 비밀공작을 지휘하는 곳이 작전국이다.
2017년 2월, 트럼프 대통령은 해스펠을 중앙정보국 부국장으로 임명했다. 2018년 3월 13일, 트럼프 대통령은 해스펠(62세)을 미국 역사상 최초의 여성 CIA 국장으로 지명했다.
그러나 워터보딩으로 유명한 해스펠이 미국 상원 인사청문회를 통과하는 것이 어려울 것이란 전망이 있다. 2001년 9·11 테러 이후 알카에다 조직원 등의 테러 용의자들을 비밀구치소에 감금, 물고문인 '워터보딩'을 사용하도록 하고 신문 과정의 녹화 영상을 파기하도록 지시한 혐의 등을 받고 있다.

### 워터보딩
미국 상원 정보위원회가 펴낸 고문 관련 보고서에는 2002년 해스펠 부국장으로 추정되는 CIA 여성 관리가 태국에서 운영한 비밀감옥, 일명 블랙 사이트(black site)에서 알카에다 용의자 2명에 대한 물고문인 워터보딩을 지휘했다고 한다.
해스펠은 2002년 911 테러 용의자 아부 주바이다와 압드 알라힘 알나시리를 태국 비밀감옥에서 심문하는 과정에서 물고문을 지휘했다는 의혹을 받고 있다. 2005년에는 워터보딩 관련 녹화 영상을 전부 파기하도록 지시했다. 당시 파기를 지시한 문건에는 해스펠 부국장의 이름이 적혀 있었다.
2014년 미국 상원 정보위원회가 공개한 'CIA 테러 용의자 고문 실태 보고서'를 보면 주바이다는 47시간동안 완전히 고립된 공간에 구금된 후 매일 24시간 동안 특별 심문 프로그램(extraordinary rendition program)에 따라 고문당했다. CIA는 주바이다가 자백을 하지 않자 그를 총 266시간 동안 관처럼 생긴 상자 안에 넣어 구금했으며, 이후 더 작은 너비 53cm, 깊이 76cm의 상자 안에도 29시간 더 구금했다. CIA는 주바이다에게 총 83회에 달하는 워터보딩도 실시했다. 머리를 수차례 벽에 내리치기도 했다. CIA는 주바이다의 머리를 벽에 내리치긴 했으나 부상을 예방하기 위해 그의 목에 수건을 두르는 등 안전지시를 따랐다는 사실을 강조했다.
사우디아라비아 출신인 주바이다는 알카에다의 조달책으로 2002년 CIA에 체포된 뒤 CIA로부터 '선진 심문 기법'의 고문을 받은 첫번째 인물이다. 물고문 등을 받고 한쪽 눈의 시력을 잃었다. 2006년부터 관타나모 만 해군 기지에 수감되어 있다.

## 같이 보기
- CIA의 고문에 관한 미국 상원 정보위원회 보고서